# Multiplicidad (matemáticas)
En matemáticas, la multiplicidad de un miembro de un multiconjunto es el número de pertenencias que este tiene en el multiconjunto. Por ejemplo, este término se usa para referirse al número de veces que cierto polinomio tiene raíz en un punto determinado.
La razón más habitual para considerar nociones de multiplicidad es para contar sin especificar excepciones (por ejemplo, especificar que las raíces dobles se cuentan dos veces). De aquí la expresión contado con multiplicidad (en ocasiones implícita).

## Multiplicidad de un factor primo
En la factorización en factores primos
60 = 2 × 2 × 3 × 5
la multiplicidad de 2 es 2; la de 3 es 1, y la de 5 es 1. Así, 60 tiene 4 factores primos, pero solo 3 factores primos distintos.

## Multiplicidad de la raíz de un polinomio
Sea {\displaystyle F} un campo y {\displaystyle p(x)} un polinomio de una variable con coeficientes en {\displaystyle F}. Un elemento {\displaystyle a} ∈ {\displaystyle F} se llama raíz de multiplicidad {\displaystyle k} de {\displaystyle p(x)} si existe un polinomio {\displaystyle s(x)} tal que {\displaystyle s(a)} ≠ {\displaystyle 0} y {\displaystyle p(x)} = {\displaystyle (x-a)^{k}s(x)}. Si {\displaystyle k=1}, entonces {\displaystyle a} recibe el nombre de raíz simple. 
Por ejemplo el polinomio {\displaystyle p(x)=x^{3}+2x^{2}-7x+4} tiene {\displaystyle 1} y {\displaystyle -4} como raíces, y puede escribirse como {\displaystyle p(x)=(x+4)(x-1)^{2}}. Esto significa que {\displaystyle 1} es una raíz de multiplicidad {\displaystyle 2}, y {\displaystyle -4} es una raíz 'simple' (multiplicidad {\displaystyle 1}).

## Multiplicidad de cero de una función
de
Sea {\displaystyle I} un intervalo de R y {\displaystyle f} una función de {\displaystyle I} a R o C y {\displaystyle c} ∈ {\displaystyle I} sea un cero de {\displaystyle f}, por ejemplo, un punto tal que {\displaystyle f(c)=0}. El punto {\displaystyle c} toma el nombre de cero de multiplicidad {\displaystyle k} de {\displaystyle f} si existe un número real {\displaystyle l} ≠ {\displaystyle 0} tal que 
{\displaystyle \lim _{x\to c}{\frac {|f(x)|}{|x-c|^{k}}}=\ell .}
De forma más general, sea {\displaystyle f} una función de un subconjunto abierto {\displaystyle A} de un espacio vectorial con norma {\displaystyle E} en un espacio vectorial con norma {\displaystyle F}, y sea {\displaystyle c} ∈ {\displaystyle A} cero de {\displaystyle f}, por ejemplo, un punto tal que {\displaystyle f(c)} = {\displaystyle 0}. El punto {\displaystyle c} recibe el nombre de cero de multiplicidad {\displaystyle k} de {\displaystyle f} si existe un número real {\displaystyle l} ≠ {\displaystyle 0} tal que 
{\displaystyle \lim _{x\to c}{\frac {\|f(x)\|_{\mathcal {F}}}{\|x-c\|_{\mathcal {E}}^{k}}}=l.}
El punto {\displaystyle c} se llama cero de multiplicidad ∞ de {\displaystyle f} si para cada {\displaystyle k}, se cumple que
{\displaystyle \lim _{x\to c}{\frac {\|f(x)\|_{\mathcal {F}}}{\|x-c\|_{\mathcal {E}}^{k}}}=0.}
Ejemplo 1. Dado que
{\displaystyle \lim _{x\to 0}{\frac {|\operatorname {sen} x|}{|x|}}=1,}
0 es un cero de multiplicidad 1 de la función seno.
Ejemplo 2. Dado qué
{\displaystyle \lim _{x\to 0}{\frac {|1-\cos x|}{|x|^{2}}}={\frac {1}{2}},}
0 es un cero de multiplicidad 2 de la función {\displaystyle 1-\cos }.
Ejemplo 3. Considérese la función {\displaystyle f} de R en R tal que {\displaystyle f(0)=0} y que {\displaystyle f(x)=\exp(1/x^{2})} cuando {\displaystyle x} ≠ {\displaystyle 0}. Entonces, dado que
{\displaystyle \lim _{x\to 0}{\frac {|f(x)|}{|x|^{k}}}=0} para todo {\displaystyle k} ∈ N
0 es un cero de multiplicidad ∞ para la función {\displaystyle f}.

## En análisis complejo
Sea {\displaystyle z_{0}} una raíz de una función holomorfa {\displaystyle f}, y {\displaystyle n} el último entero positivo {\displaystyle m} tal que, la {\displaystyle m}ésima derivada de {\displaystyle f} evaluada en {\displaystyle z_{0}} es diferente de cero. Entonces la serie de potencias de {\displaystyle f} sobre {\displaystyle z_{0}} empieza con el término {\displaystyle n}ésimo, y {\displaystyle f} entonces tiene raíz de multiplicidad (o “orden”) {\displaystyle n}. Si {\displaystyle n=1}, la raíz recibe el nombre de raíz simple (Krantz 1999, p. 70).